# 伊格納托夫卡
伊格纳托夫卡（羅馬化：Ignatovka）是俄罗斯乌里扬诺夫斯克州的市级镇，属该州迈纳区管辖，为该区两座市级镇其一。地处乌里扬诺夫斯克州中部，位于伏尔加河流域斯维亚加河一支流古夏河（Гуща）河畔，在区行政中心迈纳南、州府乌里扬诺夫斯克西南方。附近城市有巴雷什。
该地2022年人口有1,736人；2010年人口2,285；2002年人口2,878；1989年人口3,250。